# Алексеев, Никон
Ни́кон Алексе́ев (конец XVI — начало XVII века) — дьяк Русского царства периода Смутного времени.

## Биография
Ранняя биография неизвестна. Впервые упоминается 12 августа 1606 года как дьяк Приказа Большого прихода. В 1607 году также упоминается как дьяк. С апреля 1608 по февраль 1611 года был дьяком в Смоленске. Дальнейшая биография неизвестна. Его род записан в синодике Успенского собора Московского кремля[прояснить].